# Virgen de la mosca
La Virgen de la mosca es una tabla pintada al óleo, de 92 x 79 cm, conservada desde antiguo en la sacristía de la Colegiata de Toro, pero sin documentación que aclare su procedencia. Recibe su peculiar denominación a causa del insecto (musca depicta) que aparece representado en la rodilla izquierda de la Virgen, sobre el rojo del manto, con un realismo tan extremado que supone un verdadero trampantojo. La composición, la relación entre los personajes y los ropajes, están tratados con gran maestría.

## Composición
Temáticamente es una sacra conversación que muestra a la Virgen y el Niño entronizados, sobre un entorno arquitectónico y flanqueados por dos figuras de pie: un santo varón sin identificar (no corresponde a la iconografía de San José, y se ha llegado a identificar con un retrato de fray Diego de Deza) y la Magdalena (identificable por la iconografía del tarro de perfume). La figura que cobra mayor protagonismo, sentada en primer plano, haciendo una pausa en la lectura de un libro, ha sido identificada como Santa Catalina de Alejandría (por la iconografía de la corona y la espada), pero sus rasgos faciales parecen corresponder a los retratos de Isabel la Católica[cita requerida], en cuyo caso sería la representación de la comitente de la obra, aunque no todo el mundo está de acuerdo con dicha atribución.
En fechas muy cercanas a su realización fue atribuida a Michel Sittow (en el inventario de la colección de pinturas de Margarita de Austria, que es también donde se identifica al personaje como la reina Católica); y posteriormente a Fernando Gallego, cuya firma apócrifa figuró sobre la tabla hasta la restauración realizada en 1966 (que evidenció que era un repinte, probablemente realizado para tapar los desperfectos producidos en el traslado de Flandes a España, por algún discípulo del maestro español). Ya en 1927 Manuel Gómez Moreno había negado la posibilidad de esa autoría, identificando la tabla como flamenca, del círculo de Gerard David o Adrián Isenbrandt, y apuntando la posibilidad de atribuirla al Maestro de Segovia (Ambrosius Benson). La restauración de 1966 (Instituto de Conservación y Restauración de Obras de Arte y Arqueología) permitió a Arturo Díaz Martos y José María Cabrera Garrido datar su realización entre 1518 y 1525. Matías Díaz Padrón la relacionó con el estilo de Mabuse. Un nuevo estudio, realizado por Elisa Bermejo Martín con motivo de su exhibición en Las Edades del Hombre (Zamora, 2001), lo atribuye al Maestro de la Santa Sangre.
La mosca y otros detalles no son del autor original sino que fueron añadidos más tarde por el segundo pintor.